# Salduba australis
Salduba australis är en tvåvingeart som beskrevs av James 1950. Salduba australis ingår i släktet Salduba och familjen vapenflugor.
Artens utbredningsområde är Vanuatu. Inga underarter finns listade i Catalogue of Life.